# محمد بن غلبون

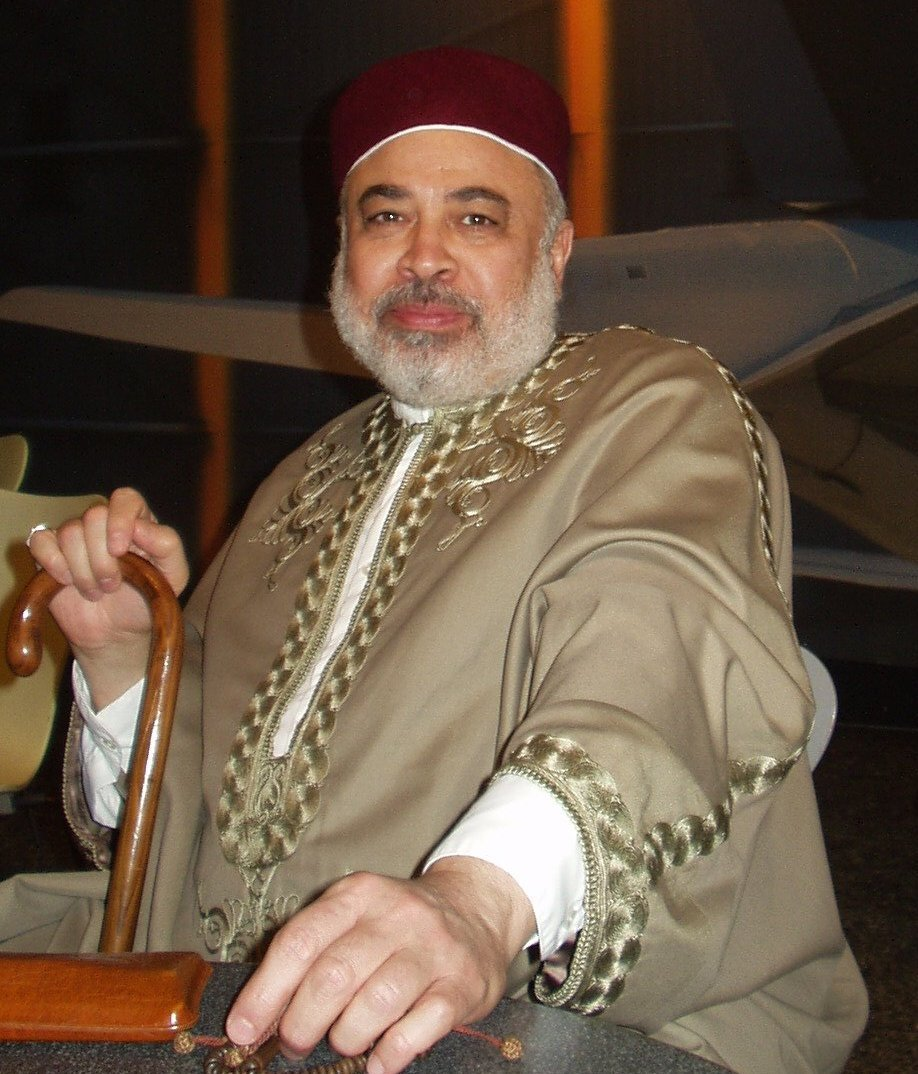
الشيخ محمد بن غلبون

الشيخ محمد عبده بن غلبون  رئيس الاتحاد الدستوري الليبي أحد شخصيات المعارضة الليبية في المهجر ورائد الدعوة إلى التمسك بالشرعية الدستورية (دستور 1951) في مجابهة نظام العقيد معمر القذافي.

## مولده ونشأته
ولد في مدينة بنغازي الليبية سنة 1947، ودرس في مدرسة الأمير ثم مدرسة بنغازي الثانوية. وزاول التجارة والمقاولات العامة مابين سنة 1968 حتى مغادرته ليبيا إلى بريطانيا سنة 1978، واتخذ من مدينة مانشستر الإنجليزية حيث يدرس شقيقاه هشام وعلي مقرا لإقامته وأسرته المكونة من زوجته وولديه وابنتيه.

## موقفه من نظام القذافي
كانت أولى مصادماته مع نظام القذافي في شهر سبتمبر 1974 عندما أعلن عن رفضه لسياسة التجنيد الإجباري للبنات التي أقدم عليها النظام في تلك السنة فيما رآه محاولة من قبل النظام لإذلال المواطنين بفرض تلك الخطوة غير المسبوقة في المجتمع الليبي المحافظ جدا في ذلك الوقت، فقام بهجوم مسلح على مقر حجز الطالبات المجندات قسرا لتسريح شقيقته أسفر عن مقتل أحد الجنود من حراس المقر واصابة اثنان اخران. فكان بذلك أول مدني يرفع السلاح في وجه السلطة العسكرية الحاكمة في البلاد. تم اعتقاله على اثر ذلك وقضى فترات في السجن المدني ثم العسكري في الفترة مابين سبتمبر 1974 وبداية 1976 ثم أفرج عنه بعد أن برأته المحكمة من التهم الموجهة إليه لعدم توفر الأدلة الكافية لإدانته، ورفضها لقبول اعترافاته بعد ثبوت انتزاعها منه تحت التعذيب، فقد كانت المحاكم في تلك الفترة المبكرة من الانقلاب مازالت تعمل بحرية من تأثير الأجهزة الأمنية. وقد توصل إلى تسوية مرضية مع أهل الجندي القتيل وأبرم عقد صلح شرعي وقانوني مع أولياء الدم بعد أشهر قليلة من قيام ثورة فبراير 2011 وانتفاء الموانع السياسية والأمنية بسقوط نظام العقيد القذافي الذي كان الهدف من ذلك الهجوم.
ساهم خلال السنتين الأولى من هجرته في العمل السياسي السري الذي كان يتحسس طريقه في المهجر عن طريق تقديم الدعم لاتحاد الطلبة المناوئ لنظام القذافي والذي كان شقيقاه هشام وعلي من بين مؤسسيه، وتواصل مع تنظيمات المعارضة الليبية التي بدأت وقتئذ تتشكل في المنفى. ثم خلص إلى أن أي عمل سياسي مُجدٍ لابد وأن يكون علنياً ويبدأ من نقطة نهاية عهد الاستقلال. وأن الخطوة الأولى في ذلك الاتجاه تكمن في إعادة الاعتبار لعاهل البلاد وزعيمها الشرعي الملك محمد ادريس السنوسي، ورفع علم الاستقلال، واتخاذ الدستور الليبي الذي نالت البلاد بموجبه استقلالها في 24 ديسمبر 1951 مرجعية للشرعية الدستورية وعدم إجازة إلغاء الانقلاب له. وكان بذلك أول من تعامل مع نظام القذافي باعتباره انقلابا عسكريا غاصبا للسلطة وليس ثورة شعبية كما كان سائدا في ذلك الوقت بعد أن نجح إعلامه الممنهج في إيهام الليبيين بأنه كذلك لدرجة أن حتى معارضيه كانوا يتعاملون معه بأنه ثورة «انحرفت عن مسارها».
زار الملك ادريس في منفاه في القاهرة في أغسطس 1981 وجدّد له البيعة، ونال مباركته لـتأسيس تنظيم الاتحاد الدستوري الليبي.

## الإعلان عن الاتحاد الدستوري الليبي

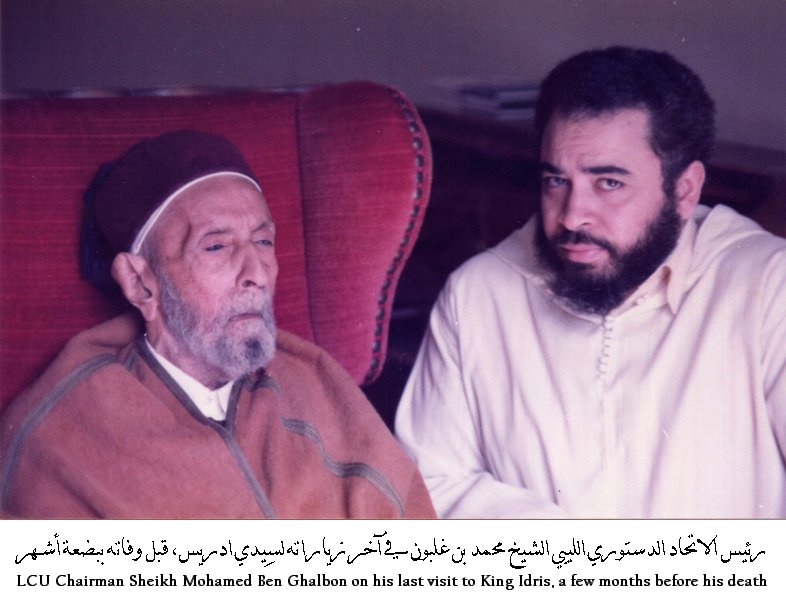
الشيخ محمد بن غلبون مع الملك ادريس رحمه الله

في 7 أكتوبر 1981 أُعلن عن انطلاق «الاتحاد الدستوري الليبي» لمجابهة نظام حكم العقيد معمر القذافي الذي اعتبره نظاما غير شرعي اغتصب السلطة عن طريق انقلاب عسكري وليس ثورة شعبية كما يزعم. ودعا كافة أطياف المعارضة الليبية للالتفاف حول الملك للعودة إلى شرعية 1951 وإحراج المجتمع الدولي في التعامل مع نظام اغتصب السلطة عن طريق انقلاب عسكري بدون تفويض شعبي ولا شرعية دستورية، بينما رمزها وممثلها الحقيقي لازال حيا يرزق وقطاعات من شعبه تنادي به.
استمر في معارضة نظام العقيد القذافي ونشر الوعي الدستوري بين المواطنين الليبيين مما وضعه على قائمة الاغتيالات لأجهزة القذافي الأمنية فتعرض لأكثر من محاولة اغتيال  واضطر وأسرته للمعيشة تحت الحراسة المسلحة للشرطة البريطانية لفترة من الوقت في أوج النشاطات الارهابية لنظام القذافي سنة 1984.

## علاقته بالملك ادريس والملكة فاطمة

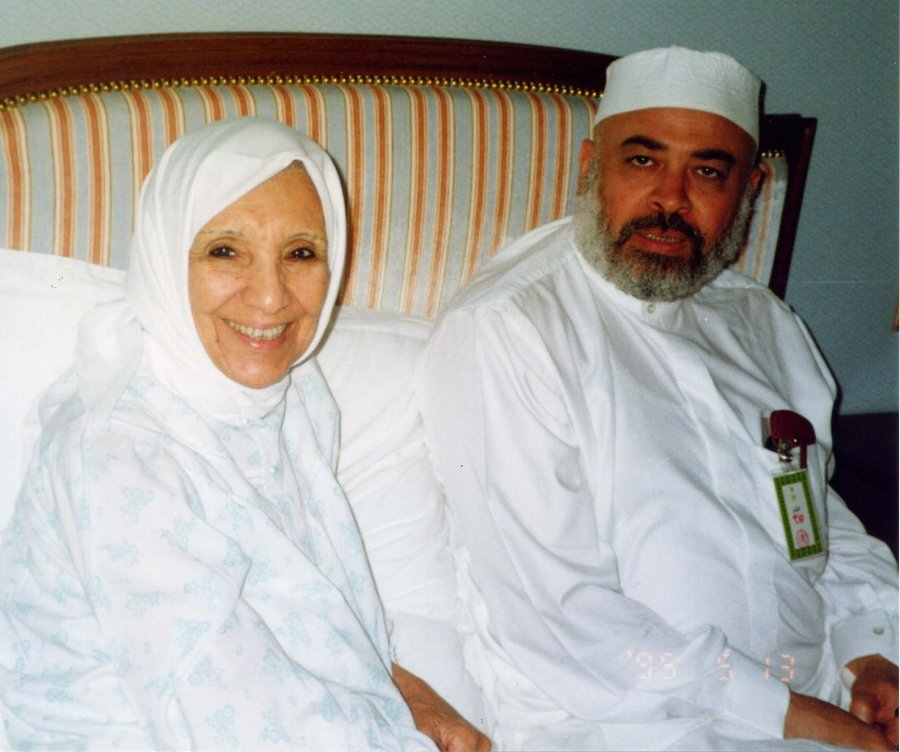
الشيخ محمد بن غلبون مع الملكة فاطمة رحمها الله في مكة المكرمة-مايو 1995

ربطته علاقة وثيقة بالملك ادريس (رحمه الله) حتى وفاته في 25 مايو 1983، وبالملكة فاطمة (رحمها الله) التي قام وأسرته بخدمتها ومؤانستها والذود عنها إلى أن وافتها المنية حيث كان وشقيقه هشام حاضرين بجانبها عندما أسلمت الروح لخالقها ظهر يوم 3 أكتوبر 2009 .
بالتنسيق مع ولي عهد المملكة الليبية الأمير الحسن الرضا السنوسي الذي كان يتلقى العلاج في بريطانيا شن حملة اعلامية انسانية مكثفة الهدف منها اشهار محنة الأمير في غربته ولفت انتباه الحكام العرب للظروف القاسية التي كان يمر بها جراء انتهازية العقيد معمر القذافي لحالته الصحية والمادية، بدأها بتوجيه رسالة مفتوحة إلى القذافي نشرها يوم 2 أبريل 1992 كاعلان مدفوع الثمن في صحيفة الجارديان  اللندنية فضح فيها قسوته وسوء معاملته للأمير استهلها بقوله له "الحظ العاثر أوقع سيداً من سادات العرب في أسرك وتحت سلطانك وحكمك لأكثر من عشرين سنة، وختمها بسؤاله: " كيف يستطيع بشر أن يصل إلى هذه الدرجة من القسوة اللا إنسانية؟ ولماذا؟". تلقفتها وسائل الاعلام العربية والعالمية ثم أتبعها بتصريحات ومقابلات مع صحف عربية  وعالمية كان لها مردود إيجابي كبير على ظروف الأمير رحمه الله.

## أول كتاب عن الملك ادريس
قام بنشر كتاب «الملك ادريس عاهل ليبيا حياته وعصره» الذي ألفه المفوض المقيم للحكومة البريطانية في برقة في عهد الإدارة العسكرية البريطانية «إيريك آرمار فولي دي كاندول» وأصدره في طبعة خاصة قوامها 250 نسخة وفاءً لصديقه الملك ادريس بعد أن عجز عن ايجاد ناشر يتكفل بنشر الكتاب وتوزيعه تجاريا، فنشره بن غلبون باللغتين العربية والإنجليزية بعد أن أغناه بهوامش وملحقات وعدد كبير من الصور ووزعه مجانا على المواطنين الليبيين وخص المكاتب العالمية العامة ومكاتب الجامعات ومراكز البحوث والتاريخ وعدد من الاعلاميين في العالم العربي بنسخ منه سعياً لتصحيح التاريخ الذي شوهته أجهزة دعاية الانقلاب، والتصدي لحملات التجريح والافتراءات الجائرة التي قيلت في حق السيد ادريس.

## قضية يهود ليبيا
له مساهمات وثائقية قيمة فيما يتعلق بقضية يهود ليبيا وهجرتهم من البلاد عقب حرب يونيو 1967 نشرها في عدة حلقات في صحيفة الحياة اللندنية  أعتمد فيها بشكل كبير على وثائق الحكومة البريطانية الرسمية التي يفرج عنها بعد مرور 30 سنة عليها وتقارير الإدارة العسكرية البريطانية التي كانت تحكم البلاد وقت وقوع أحداث الشغب سنة 1945 وسنة 1948، مما كان له أبلغ الأثر في تبديد كثير من الضبابية التي كانت تحيط بتلك القضية الشائكة ودحر كثير من المغالطات والافتراءات التي كتبت في غياب الإفادة المحايدة والمنصفة.

## ثورة فبراير 2011
بادر بدعم ثورة فبراير ماديا ومعنويا منذ ساعاتها الأولى ونادى بضرورة التفعيل الفوري للدستور الليبي وسن القوانين اللازمة منه لتحقيق الاستقرار ريثما يستتب الأمن ويتم اختيار شكل الدولة ونظام الحكم الذي يرتضيه الشعب.محذرا من مخاطر انزلاق البلاد نحو الانفلات الأمني والحرب الأهلية والتقسيم في حال حدوث فراغ سياسي لأية فترة زمنية مهما قصرت، ثم أخذ خطوة إلى الوراء عندما صم المجلس الانتقالي أذانه عن نداءاته وتبنى «الإعلان الدستوري المؤقت» في 3 أغسطس 2011، ويقيم حاليا مع أسرته في مدينة مانشستر بشمال إنجلترا.

## مبادرة "الـمُـدّ والصّاع
في سنة 2001 تقدم الشيخ محمد بن غلبون بمبادرة «الـمُدّ والصاع» للحد من تفاقم أزمة نقص المياه في دول العالم الإسلامي التي تعاني من شح موارد المياه تعتمد على توظيف السنة النبوية لتحويل المواطنين المسلمين إلى مواطنين واعين بمتطلبات البيئة التي يعيشون فيها وبمسؤولياتهم الدينية والأخلاقية تجاهها تبعاً لذلك، اشتق اسمها من كمية الماء الذي كان يستخدمه الرسول صلى الله عليه وسلم لوضوئه وغُسله.

## روابط خارجية
الاتحاد الدستوري الليبي